# Неверне бебе I
Неверне бебе I је први студијски албум српске рок групе Неверне бебе. Албум је објављен 1994. године за издавачку кућу Take It or Leave It Records, а био је доступан на грамофонској плочи и касети.
Албум садржи девет ауторских нумера, од којих је једна (Два минута за нас) инструментал. Специјални гост у песми Даире, иначе обради састава Смак, био је Радомир Михаиловић Точак. Снимљени су спотови за песме Хиљаду година и Велики је Бог.

## Списак песама
| №               | Назив              | Аутор(и)                                          | Трајање |  |
| 1.              | Хиљаду година      | М. Ђурђевић (т, м, а) · М. Смиљанић (т)           | 3:41    |  |
| 2.              | Сањај              | М. Ђурђевић (т, м, а)                             | 4:23    |  |
| 3.              | Кад ме напусте сви | М. Смиљанић (т) · М. Ђурђевић (м, а)              | 4:43    |  |
| 4.              | Даире              | М. Глишић (т) · Р. М. Точак (м) · М. Ђурђевић (а) | 4:32    |  |
| 5.              | Октобар-фест       | М. Ђурђевић (т, м, а)                             | 4:01    |  |
| 6.              | Велики је Бог      | М. Ђурђевић (т, м, а)                             | 3:41    |  |
| 7.              | Живот је казна     | М. Ђурђевић (т, м, а)                             | 4:16    |  |
| 8.              | Сага               | М. Ђурђевић (т, м, а)                             | 5:34    |  |
| 9.              | Два минута за нас  | М. Ђурђевић (м, а)                                | 1:55    |  |
| 10.             | Све наше године    | М. Ђурђевић (т, м, а)                             | 3:46    |  |
| Укупно трајање: | Укупно трајање:    | Укупно трајање:                                   | 40:32   |  |

## Музичари
- Постава групе:
  - Милан Ђурђевић — вокал, клавијатуре
  - Били Кинг — вокал, удараљке
  - Владан Ђурђевић — бас-гитара
  - Бане Јелић — гитара
  - Чедомир Мацура — бубњеви[1][2]

## Остале заслуге
- Милан Ђурђевић — продуцент
- Ивица Влатковић — копродуцент
- Зоран Шћекић Шћека — тонски сниматељ
- Влада Барјактаревић Иген — помоћник тонског сниматеља
- Горан Еди Тадић — дизајн омота
- Фото Кактус — фотографије[1][2]